# Krascheninnikovia compacta
Krascheninnikovia compacta là loài thực vật có hoa thuộc họ Dền. Loài này được (Losinsk.) Grubov mô tả khoa học đầu tiên năm 1966.